# Maria di Piero de' Medici
Maria di Piero de' Medici (Firenze, 1455 – marzo 1479) è stata una nobildonna italiana, figlia minore di Piero de' Medici e Lucrezia Tornabuoni, nonché sorella minore di Lorenzo il Magnifico e Giuliano de' Medici.

## Biografia
Nacque nel 1455 come figlia ultimogenita di Piero de' Medici e di Lucrezia Tornabuoni. Le notizie su di lei sono particolarmente scarse, al punto tale che talvolta gli storici ne mettono persino in dubbio la genitorialità, indicandola come la figlia illegittima di Piero oppure come il frutto d'un adulterio di Lucrezia. Analogamente ai fratelli e alle sorelle, venne educata da precettori umanisti, che la resero una donna colta e raffinata similmente alla madre.  
Si sposò nel 1474 con Leonetto de' Rossi, al quale diede Luigi de' Rossi, cardinale fedelissimo del cugino Papa Leone X, il quale lo volle ritratto accanto a sé nel celebre quadro di Raffaello Sanzio (oggi ubicato presso la Galleria degli Uffizi).
Morì nel marzo del 1479, a circa 24 anni.

## Ascendenza
|                                 |                   |                       | Genitori               |  |  | Nonni |  |  | Bisnonni            |  |  | Trisnonni           |  |
|                                 |                   |                       |                        |  |  |       |  |  | Giovanni de' Medici |  |  | Averardo de' Medici |  |
|                                 |                   |                       |                        |  |  |       |  |  | Giovanni de' Medici |  |  | Averardo de' Medici |  |
|                                 |                   | Giacoma Spini         |                        |  |  |       |  |  | Giovanni de' Medici |  |  |                     |  |
| Cosimo de' Medici               |                   |                       |                        |  |  |       |  |  | Giovanni de' Medici |  |  |                     |  |
|                                 |                   | Piccarda Bueri        | Edoardo Bueri          |  |  |       |  |  |                     |  |  |                     |  |
|                                 |                   | Piccarda Bueri        | Edoardo Bueri          |  |  |       |  |  |                     |  |  |                     |  |
|                                 |                   | Piccarda Bueri        | ?                      |  |  |       |  |  |                     |  |  |                     |  |
| Piero de' Medici                |                   | Piccarda Bueri        |                        |  |  |       |  |  |                     |  |  |                     |  |
|                                 |                   | Alessandro de' Bardi  | Sozzo de' Bardi        |  |  |       |  |  |                     |  |  |                     |  |
|                                 |                   | Alessandro de' Bardi  | Sozzo de' Bardi        |  |  |       |  |  |                     |  |  |                     |  |
|                                 |                   | Alessandro de' Bardi  | ? Ubaldini             |  |  |       |  |  |                     |  |  |                     |  |
| Contessina de' Bardi            |                   | Alessandro de' Bardi  |                        |  |  |       |  |  |                     |  |  |                     |  |
|                                 |                   | Emilia Pannocchieschi | Raniero Pannocchieschi |  |  |       |  |  |                     |  |  |                     |  |
|                                 |                   | Emilia Pannocchieschi | Raniero Pannocchieschi |  |  |       |  |  |                     |  |  |                     |  |
|                                 |                   | Emilia Pannocchieschi | ?                      |  |  |       |  |  |                     |  |  |                     |  |
| Maria de' Medici                |                   | Emilia Pannocchieschi |                        |  |  |       |  |  |                     |  |  |                     |  |
|                                 | Simone Tornabuoni | Tieri Tornaquinci     |                        |  |  |       |  |  |                     |  |  |                     |  |
|                                 | Simone Tornabuoni | Tieri Tornaquinci     |                        |  |  |       |  |  |                     |  |  |                     |  |
|                                 | Simone Tornabuoni | ?                     |                        |  |  |       |  |  |                     |  |  |                     |  |
| Francesco Tornabuoni            | Simone Tornabuoni |                       |                        |  |  |       |  |  |                     |  |  |                     |  |
|                                 |                   | ?                     | ?                      |  |  |       |  |  |                     |  |  |                     |  |
|                                 |                   | ?                     | ?                      |  |  |       |  |  |                     |  |  |                     |  |
|                                 |                   | ?                     | ?                      |  |  |       |  |  |                     |  |  |                     |  |
| Lucrezia Tornabuoni             |                   | ?                     |                        |  |  |       |  |  |                     |  |  |                     |  |
|                                 |                   | Nicolò Guicciardini   | Luigi Guicciardini     |  |  |       |  |  |                     |  |  |                     |  |
|                                 |                   | Nicolò Guicciardini   | Luigi Guicciardini     |  |  |       |  |  |                     |  |  |                     |  |
|                                 |                   | Nicolò Guicciardini   | Costanza Strozzi       |  |  |       |  |  |                     |  |  |                     |  |
| Marianna ("Nanna") Guicciardini |                   | Nicolò Guicciardini   |                        |  |  |       |  |  |                     |  |  |                     |  |
|                                 |                   | ?                     | ?                      |  |  |       |  |  |                     |  |  |                     |  |
|                                 |                   | ?                     | ?                      |  |  |       |  |  |                     |  |  |                     |  |
|                                 |                   | ?                     | ?                      |  |  |       |  |  |                     |  |  |                     |  |
|                                 |                   | ?                     |                        |  |  |       |  |  |                     |  |  |                     |  |